# Roze Bottel
Roze Bottel is een Belgische stripreeks die begonnen is in 1970 met Michel Regnier (Greg) als schrijver en Daniel Henrotin (Dany) als tekenaar. Deze strip verscheen aanvankelijk in stripblad Kuifje. Hoofdpersonages in deze poëtische verhalen zijn Roze Bottel (oorspronkelijk: Olivier Rameau) en Duifje Vleugelslag (oorspronkelijk: Colombe Tiredaile). Voor het vrouwelijk hoofdpersonage Duifje stond de echtgenote van Dany, Marcy, model.
In de periode 2017-2018 werd de reeks in vier integralen uitgebracht door uitgeverij Saga.

## Albums
Alle albums zijn getekend door Daniel Henrotin (Dany).
| Nummer | Titel                                                          | Uitgever                                                                          | Schrijver(s)           |
| ------ | -------------------------------------------------------------- | --------------------------------------------------------------------------------- | ---------------------- |
| 1      | De wonderlijke avonturen van Roze Bottel en Duifje Vleugelslag | Uitgeverij Helmond, Le Lombard, P&T Productions, Wonderland Half Vier Productions | Michel Regnier (Greg)  |
| 2      | De luchtbel van de waarheid                                    | Uitgeverij Helmond, Le Lombard, P&T Productions, Wonderland Half Vier Productions | Greg                   |
| 3      | Het kasteel van de 4 manen                                     | Uitgeverij Helmond, Le Lombard, P&T Productions, Wonderland Half Vier Productions | Greg                   |
| 4      | Het Karveel van heb-ik-jou-daar                                | Uitgeverij Helmond, Le Lombard, P&T Productions, Wonderland Half Vier Productions | Greg                   |
| 5      | De lange reis naar Het Ongerijmde                              | Uitgeverij Helmond, Le Lombard, P&T Productions, Wonderland Half Vier Productions | Greg                   |
| 6      | Een vogel vloog verloren                                       | Uitgeverij Helmond, Le Lombard, P&T Productions, Wonderland Half Vier Productions | Greg                   |
| 7      | De driedelige spiegel                                          | Uitgeverij Helmond, Le Lombard, P&T Productions, Wonderland Half Vier Productions | Greg                   |
| 8      | De Trompet van de stilte                                       | Uitgeverij Helmond, Le Lombard, P&T Productions, Wonderland Half Vier Productions | Greg                   |
| 9      | Het kanon van de goede Luim                                    | Le Lombard, Wonderland Half Vier Productions                                      | Greg                   |
| 10     | 7 wegen naar Dromenland                                        | Le Lombard, Wonderland Half Vier Productions                                      | Daniel Henrotin (Dany) |
| 11     | De oceaan zonder oppervlak                                     | Le Lombard, Wonderland Half Vier Productions                                      | Greg                   |
| 12     | Het raadsel van het Moejejoh-moeras                            | Uitgeverij De Boemerang                                                           | Greg                   |

## Korte verhalen
- Super Kuifje 51 bisXI - Magie: "De Uitgang" (5 pagina's)
- Super Kuifje 25 bis17 - Meiden: "Ken Je een Super-meid?" (2 pagina's)
- Super Kuifje 51 bis - Bizar: "Het Uur der Kontrole" (4 pagina's)
- Super Kuifje 25 bis - Geheim: "Het Geheim van het Geluk" (2 pagina's)